# Карабунище
Карабунище (на македонска литературна норма: Карабуњиште или Карабуниште) е село в северозападния дял на община Велес, Северна Македония.

## География
Разположено е на рид, поради което надморската му височина е около 500 м. Намира се на дясната страна на река Вардар, откъм Таорската клисура. Землището му е 12,6 км2, като обработваемата земя е 69 ха, пасищата 39 ха, а горите са 1106 ха. Селото е безлюдно.

## История
В „Етнография на вилаетите Адрианопол, Монастир и Салоника“, издадена в Константинопол в 1878 година и отразяваща статистиката на населението от 1873 година, Карабунище е посочено като село с 11 домакинства с 43 жители българи и 6 мюсюлмани. Според статистиката на Васил Кънчов („Македония. Етнография и статистика“) от 1900 година Карабунище е населявано от 153 жители, като 128 били българи, а 25 турци.
В началото на XX век цялото християнско население на селото е под върховенството на Българската екзархия. По данни на секретаря на екзархията Димитър Мишев („La Macédoine et sa Population Chrétienne“) в 1905 година в Карабунища има 80 българи екзархисти.
След Междусъюзническата война в 1913 година селото попада в Сърбия.
На етническата си карта от 1927 година Леонард Шулце Йена показва Карабунище (Karabunište) като българо-албанско село.
Манастирът „Свети Илия“, който не е изписан, е построен в 1965 година и осветен от митрополит Гаврил Повардарски.

## Личности
Родени в Карабунище
- Бранислав Велешки (около 1834 – 1919), български революционер, опълченец